# Данило Мстиславич
Дани́ло Мстисла́вич (? — після 1280) — руський княжич. Представник дому Романовичів, гілки Волинських Мономаховичів із династії Рюриковичів. Син володимирського князя Мстислава Даниловича. Онук руського короля Данила. Востаннє згаданий під 1280 роком. Напевно помер при житті батька, або ж невдовзі після нього без нащадків, бо у 1301 році Юрій Львович вже титулувався володимирським князем.

## Сім'я
- Батько: Мстислав (?—після 1292), князь луцький (1264—1292), володимирський (1288—1292)